# Heriaeus
Хериеус (Heriaeus) — род пауков семейства Пауки-бокоходы (Thomisidae). Встречается в Евразии и Африке. Более 30 видов.

## Описание
Тело самцов желтоватое или белое с красноватыми отметинами на брюшке. Мелкие и среднего размера пауки, длина тела, как правило, от нескольких миллиметров до сантиметра (обычно у самок от 3 до 6 мм; самцы мельче, их длина около 3—4 мм). Окраска тела от бледно-белого, и бледно-зеленого до желтовато-коричневого. Брюшко округлое или овальное. Тело и ноги покрыты длинными и отстоящими волосками. Первые две пары ног развернуты передними поверхностями вверх, заметно длиннее ног третьей и четвёртой пар. Паутину не плетут, жертву ловят своими видоизменёнными передними ногами
.

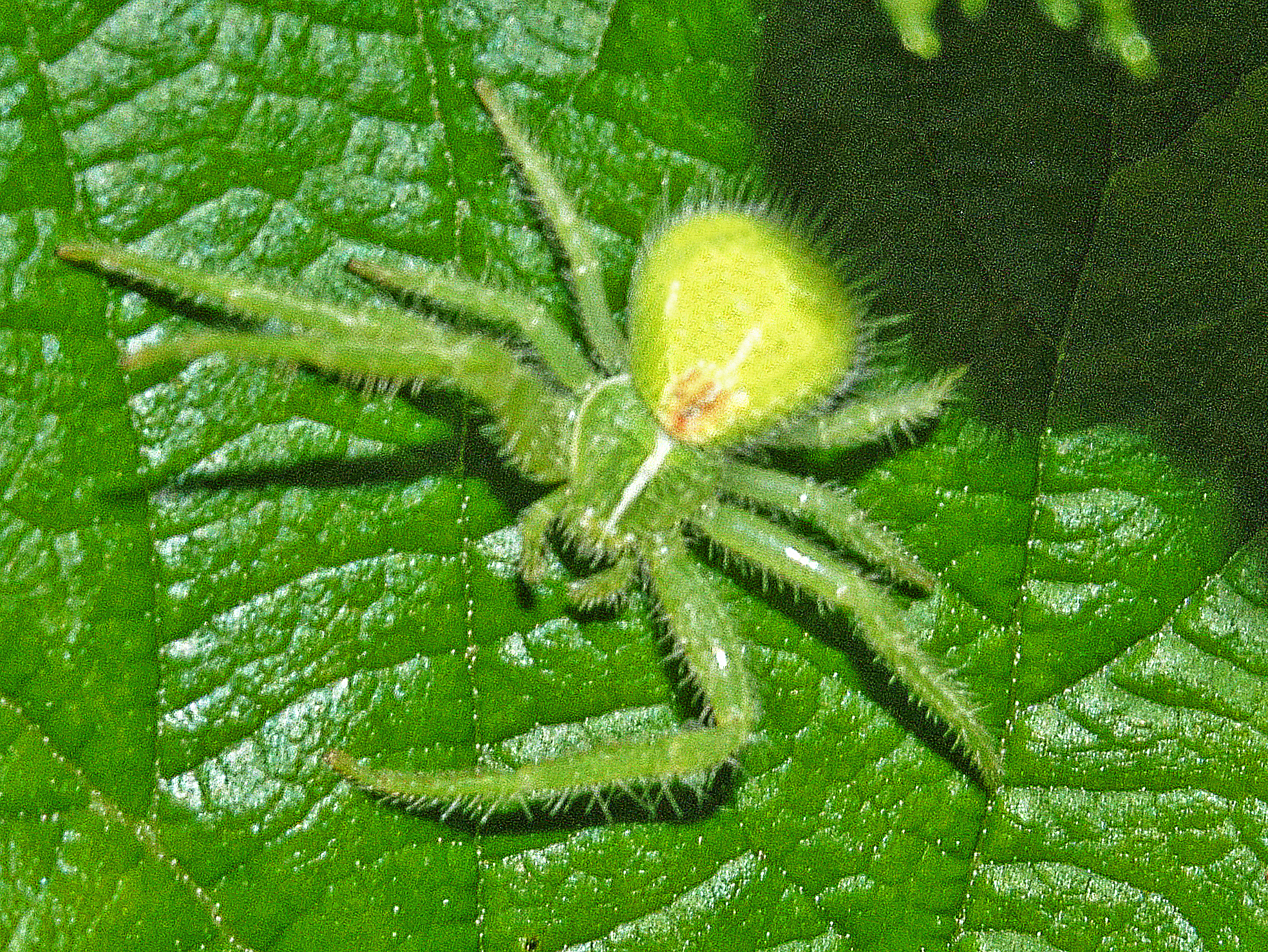
Heriaeus hirtus
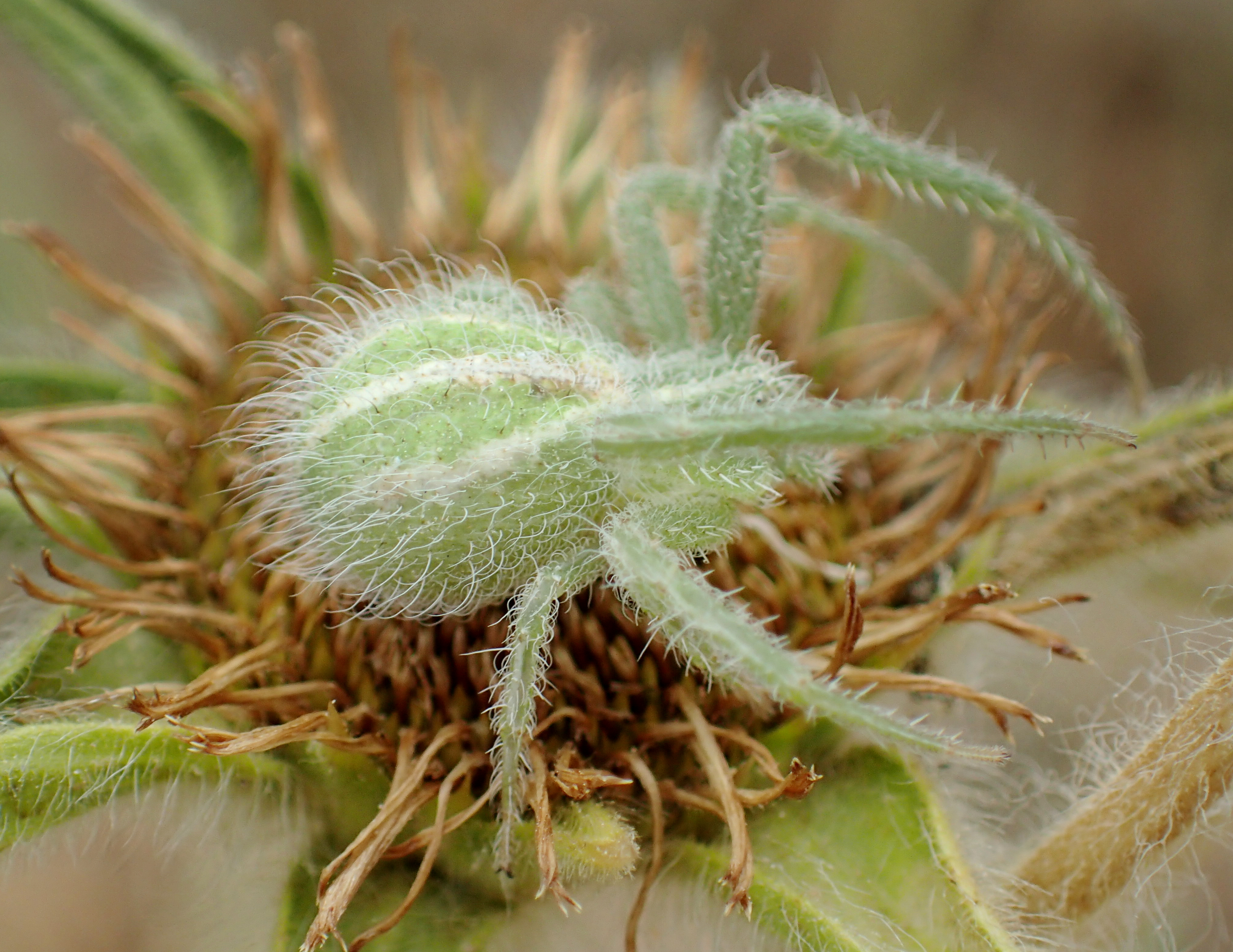
Heriaeus melloteei

## Классификация
Более 30 видов
- Heriaeus algericus Loerbroks, 1983[6]
- Heriaeus allenjonesi van Niekerk & Dippenaar-Schoeman, 2013[2]
- Heriaeus antoni van Niekerk & Dippenaar-Schoeman, 2013[2]
- Heriaeus buffoni (Audouin, 1826)
- Heriaeus buffonopsis Loerbroks, 1983[6]
- Heriaeus capillatus Utochkin, 1985[3]
- Heriaeus charitonovi Utochkin, 1985[3]
- Heriaeus concavus Tang & Li, 2010[7]
- Heriaeus convexus Tang & Li, 2010[7]
- Heriaeus copricola van Niekerk & Dippenaar-Schoeman, 2013
- Heriaeus crassispinus Lawrence, 1942
- Heriaeus delticus Utochkin, 1985[3]
- Heriaeus fedotovi Charitonov, 1946
- Heriaeus foordi van Niekerk & Dippenaar-Schoeman, 2013[2]
- Heriaeus graminicola (Doleschall, 1852)
- Heriaeus hirtus (Latreille, 1819)
- Heriaeus horridus Tyschchenko, 1965[8]
- Heriaeus latifrons Lessert, 1919
- Heriaeus madagascar van Niekerk & Dippenaar-Schoeman, 2013[2]
- Heriaeus maurusius Loerbroks, 1983[6]
- Heriaeus mellotteei Simon, 1886
- Heriaeus muizenberg van Niekerk & Dippenaar-Schoeman, 2013[2]
- Heriaeus numidicus Loerbroks, 1983[6]
- Heriaeus oblongus Simon, 1918
- Heriaeus orientalis Simon, 1918
- Heriaeus peterwebbi van Niekerk & Dippenaar-Schoeman, 2013[2]
- Heriaeus pilosus Nosek, 1905
- Heriaeus setiger (O. Pickard-Cambridge, 1872)
- Heriaeus simoni Kulczyński, 1903
- Heriaeus sossusvlei van Niekerk & Dippenaar-Schoeman, 2013[2]
- Heriaeus spinipalpus Loerbroks, 1983[6]
- Heriaeus transvaalicus Simon, 1895
- Heriaeus xanderi van Niekerk & Dippenaar-Schoeman, 2013[2]
- Heriaeus xinjiangensis Liang, Zhu & Wang, 1991
- Heriaeus zanii van Niekerk & Dippenaar-Schoeman, 2013[2]